# 奇鯛科
奇鯛科（學名：Stephanoberycidae）也称奇金眼鲷科，為輻鰭魚綱金眼鯛目的其中一科。

## 分類
奇鯛科下分4個屬，如下：

### 深海奇鲷属（Abyssoberyx）
- 深海奇鲷 Abyssoberyx levisquamosus

### 棘冠鯛屬(Acanthochaenus)
- 羅氏棘冠鯛 Acanthochaenus luetkenii

### 軟冠鯛屬(Malacosarcus)
- 大口軟冠鯛 Malacosarcus macrostoma

### 奇金眼鯛屬(Stephanoberyx)
- - 奇金眼鯛 Stephanoberyx monae